# Castelo de Karlsruhe

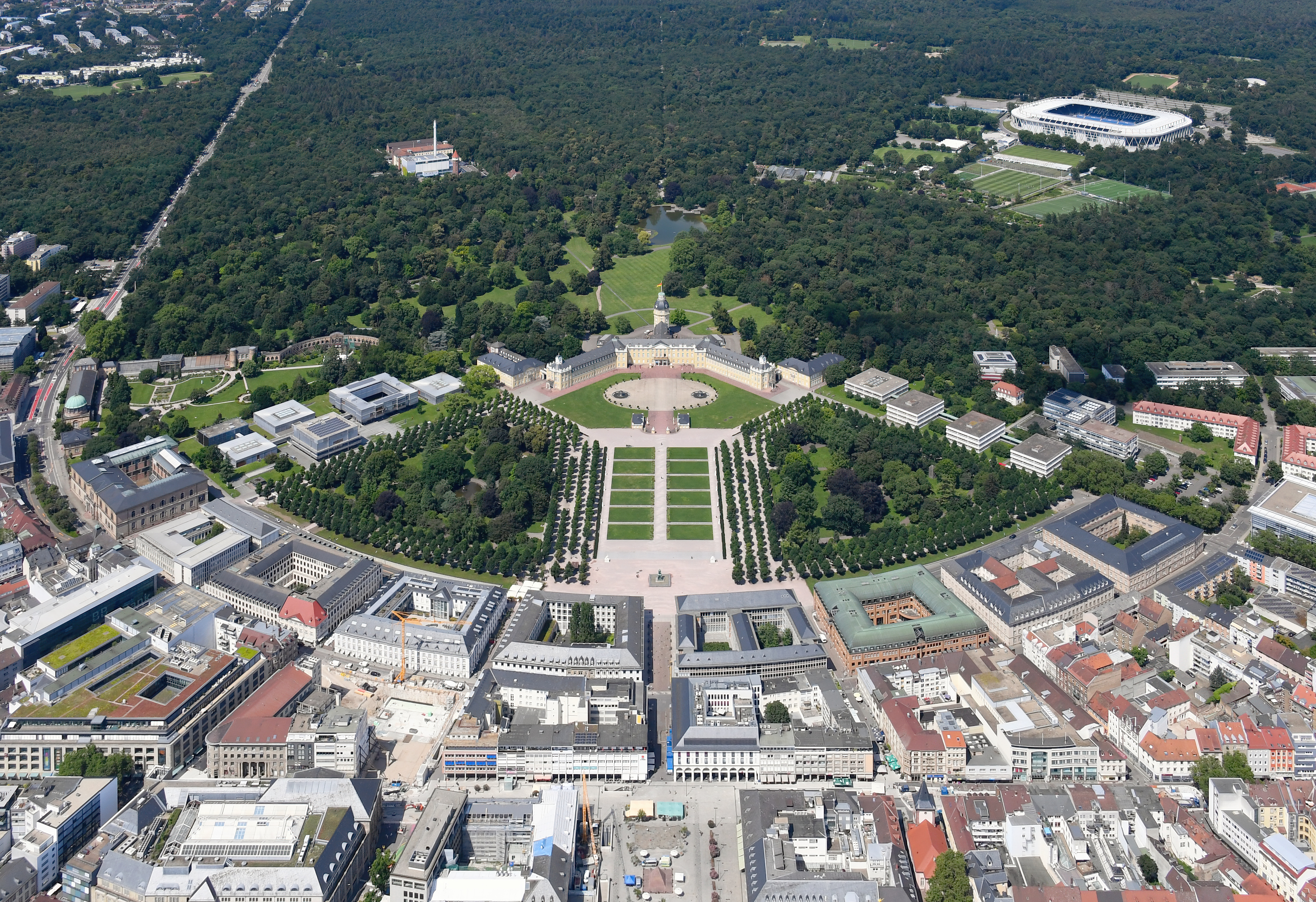
Vista aérea, com a cidade de Karlsruhe na parte frontal do Castelo

O Castelo de Karlsruhe (em alemão:  Schloss Karlsruhe) foi construído em 1715, como residência do marquês Carlos III Guilherme de Baden-Durlach. Até 1918 foi a residência oficial dos marqueses de Baden. Atualmente a edificação abriga o Museu Estatal de Baden e uma parte do Tribunal Constitucional Federal da Alemanha.

## História

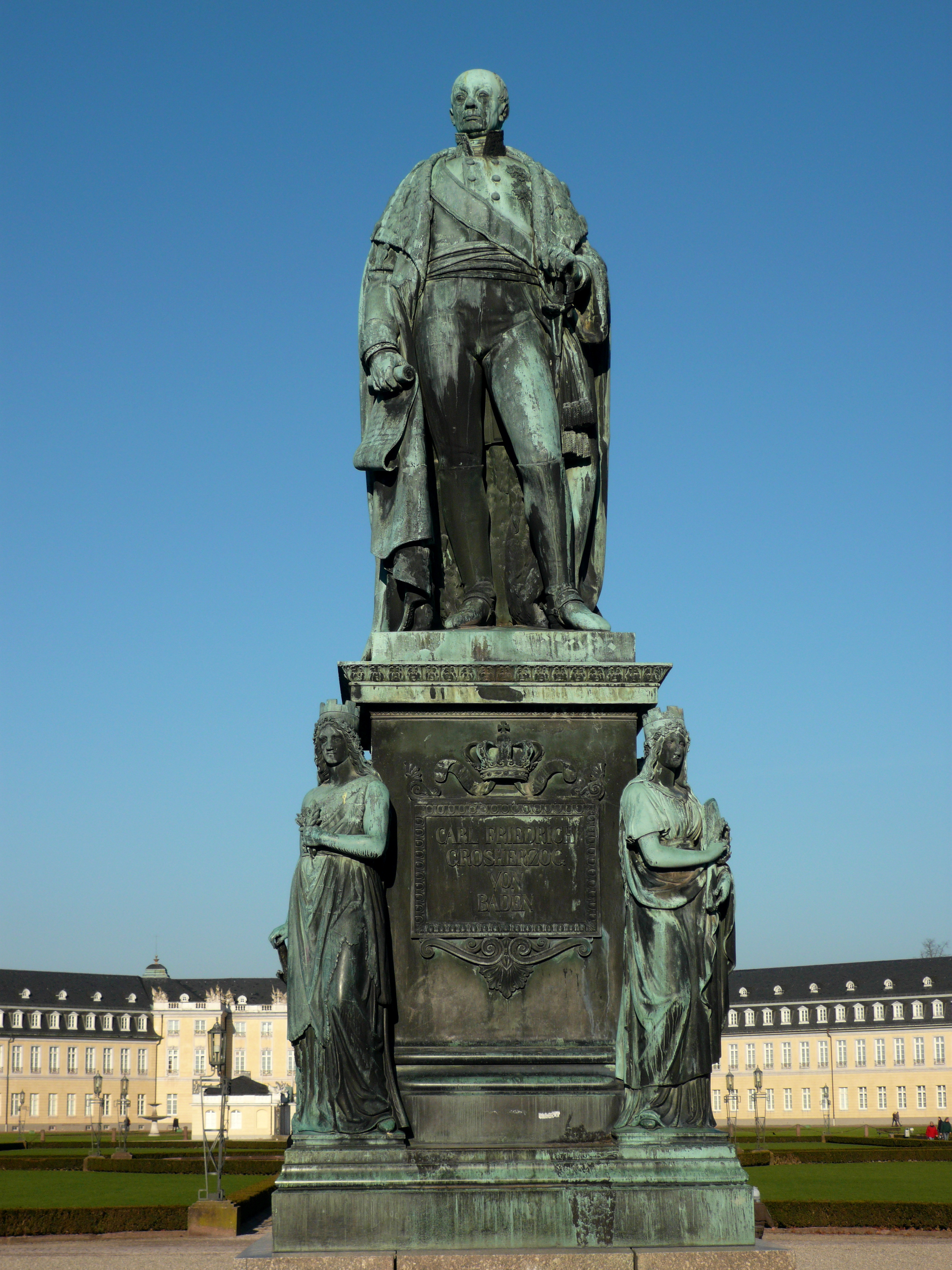
Monumento de Carlos Frederico de Baden-Durlach

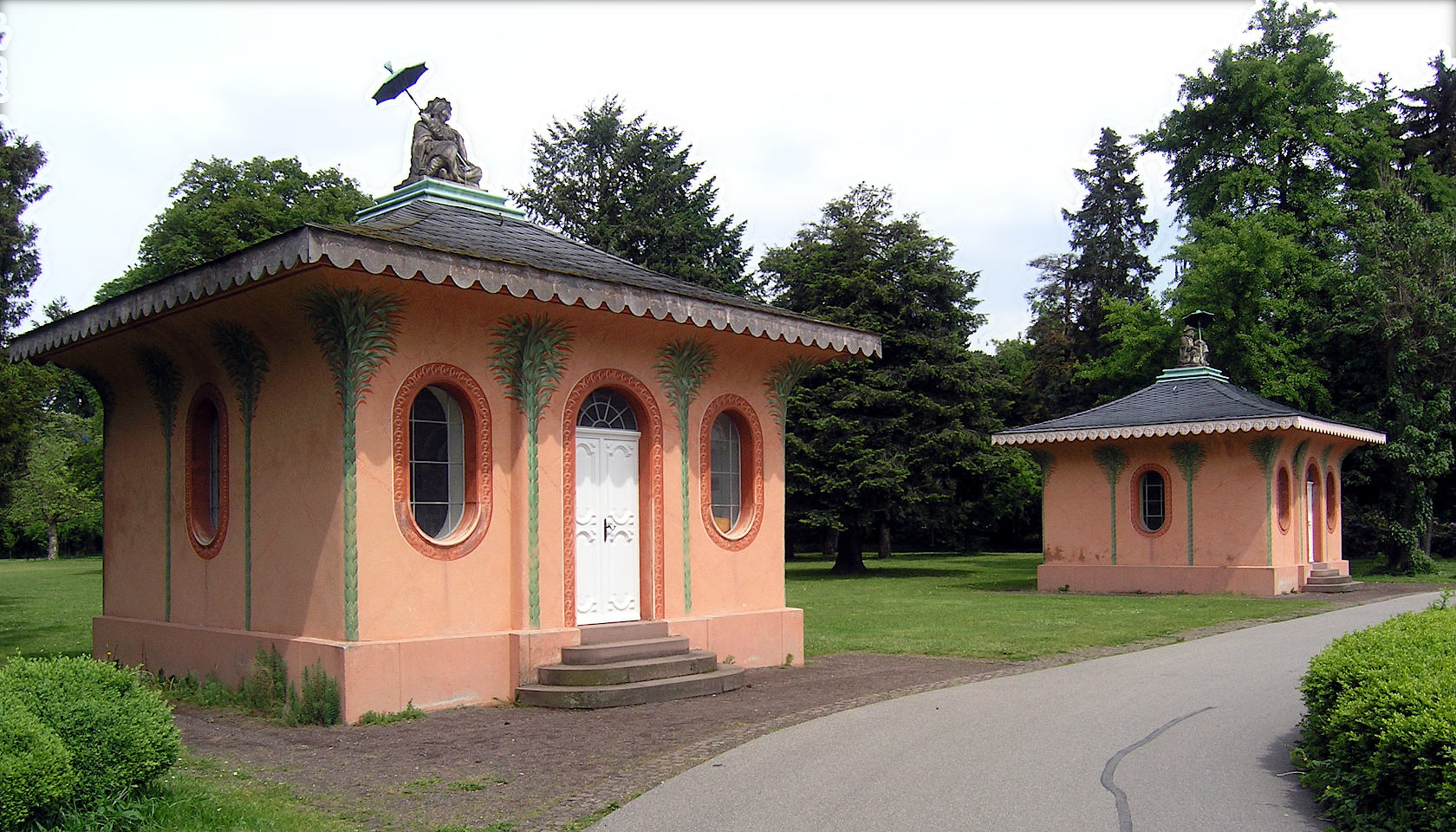
Casas de chá chinesas no Fasanengarten

O mestre de obras da edificação original foi Jakob Friedrich von Batzendorf. A primeira edificação foi parcialmente construída em madeira, e precisou já em 1746 ser totalmente restaurada, sendo a parte em madeira substituída por pedra. O castelo tinha dois pavimentos e um quarto no sótão, e ao corps de logis ligavam-se duas grandes asas laterais. A torre de sete pavimentos, com  51 m de altura, estava originalmente separada do corpo do palácio.
No início da regência de Carlos Frederico o castelo foi reconstruído, após passar pela modificação de diversos projetos de Balthasar Neumann, obra executada por Friedrich von Kesslau, até 1770. As mais marcantes características externas desta reconstrução foram as grandes janelas e portas, bem como os dois pavilhões entre o corpo central e as alas laterais. Em 1785 a torre foi um pouco rebaixada e recebeu uma cúpula, obra planejada pelo arquiteto Wilhelm Jeremias Müller.
Logo após a revolução de 1848-1849 Leopoldo de Baden durante algum tempo foi expulso do castelo em 1849. O uso final do castelo como residência foi selado com a abdicação do último monarca de Baden, Frederico II de Baden, em 1918. Desde 1919 a edificação é utilizada como local do Museu Estatal de Baden.
Durante a Segunda Guerra Mundial o castelo foi incendiado por um bombardeio, em setembro de 1944. Foi reconstruído, de 1955 a 1966, quando o museu foi reaberto. Somente a fachada externa foi reconstruída na forma original. Internamente foram construídos novos pavilhões de exposição.

## Jardins
Na parte norte do castelo, oposta ao lado da cidade, Christian Thran construiu um jardim em estilo barroco, de 1731 a 1746. No século XVIII o Großherzog Karl Friedrich ordenou sua reconstrução no estilo de um jardim inglês. Por ocasião da Bundesgartenschau em 1967, o jardim foi novamente reconstruído no mesmo estilo. Além de inúmeras espécies de plantas raras, encontram-se esculturas, monumentos e fontes de vários períodos, do barroco ao moderno. Em 1967 foi construída uma pequena via férrea para conduzir os turistas em um circuito pelo parque, a Schlossgartenbahn Karlsruhe.